# Province de Cantorbéry

Carte des diocèses d'Angleterre. La province de Cantorbéry est en jaune.

La province de Cantorbéry est l'une des deux provinces ecclésiastiques composant l'Église d'Angleterre, avec la province d'York. À sa tête se trouve l'archevêque de Cantorbéry.
Elle se compose de trente diocèses qui couvrent le sud de l'Angleterre, les îles Anglo-Normandes, les îles Malouines, quelques paroisses galloises et le continent européen, qui relève du diocèse de Gibraltar en Europe. Avant la fondation de l'Église au pays de Galles, en 1920, elle comprenait également les diocèses gallois.

## Diocèses de la province de Cantorbéry
- Diocèse de Bath et Wells (évêque de Bath et Wells)
- Diocèse de Birmingham (évêque de Birmingham)
- Diocèse de Bristol (évêque de Bristol)
- Diocèse de Cantorbéry (archevêque de Cantorbéry)
- Diocèse de Chelmsford (évêque de Chelmsford)
- Diocèse de Chichester (évêque de Chichester)
- Diocèse de Coventry (évêque de Coventry)
- Diocèse de Derby (évêque de Derby)
- Diocèse d'Ely (évêque d'Ely)
- Diocèse d'Exeter (évêque d'Exeter)
- Diocèse de Gibraltar en Europe (évêque de Gibraltar en Europe)
- Diocèse de Gloucester (évêque de Gloucester)
- Diocèse de Guildford (évêque de Guildford)
- Diocèse de Hereford (évêque de Hereford)
- Diocèse de Leicester (évêque de Leicester)
- Diocèse de Lichfield (évêque de Lichfield)
- Diocèse de Lincoln (évêque de Lincoln)
- Diocèse de Londres (évêque de Londres)
- Diocèse de Norwich (évêque de Norwich)
- Diocèse d'Oxford (évêque d'Oxford)
- Diocèse de Peterborough (évêque de Peterborough)
- Diocèse de Portsmouth (évêque de Portsmouth)
- Diocèse de Rochester (évêque de Rochester)
- Diocèse de St Albans (évêque de St Albans)
- Diocèse de St Edmundsbury et Ipswich (évêque de St Edmundsbury et Ipswich)
- Diocèse de Salisbury (évêque de Salisbury)
- Diocèse de Southwark (évêque de Southwark)
- Diocèse de Truro (évêque de Truro)
- Diocèse de Winchester (évêque de Winchester)
- Diocèse de Worcester (évêque de Worcester)

Deux évêques suffragants relèvent également de Cantorbéry : l'évêque d'Ebbsfleet et l'évêque de Richborough. Ils occupent les fonctions de visiteur épiscopal provincial, chargés de l'accompagnement pastoral des paroisses qui refusent en conscience l'ordination des femmes comme prêtres.